# Survivor (sång)
Survivor är en sång skriven av Bobby Ljunggren, Henrik Wikström, Karl-Ola Kjellholm och Sharon Vaughn. Den framfördes av Helena Paparizou under Melodifestivalen 2014, där bidraget gick till final och slutade på fjärde plats.

## Listplaceringar
| Lista (2014) | Topplacering |
| ------------ | ------------ |
| Sverige      | 18           |

### Fotnoter
1. ↑  ”Survivor”. Swedishcharts. 26 februari 2014. http://swedishcharts.com/showitem.asp?interpret=Helena+Paparizou&titel=Survivor&cat=s. Läst 2 mars 2015.